# Raul Rusescu
Raul Andrei Rusescu (* 9. Juli 1988 in Râmnicu Vâlcea) ist ein rumänischer Fußballspieler. Im Jahr 2012 wurde er rumänischer Fußballer des Jahres.

## Karriere

### Verein
Rusescu begann seine Karriere bei CSM Râmnicu Vâlcea in der Divizia C. 2005 wechselte er zu Unirea Urziceni. 2006 wurde er an Dunărea Giurgiu verliehen. Während der Saison 2007/08 wurde er an CS Otopeni in die Liga II verliehen. 2008 kehrte er in die Liga 1 zu Unirea Urziceni zurück. Am 26. Juli 2008 gab er sein Debüt in der Liga I, als er bei der 0:1-Niederlage gegen den FC Brașov spielte. Im gleichen Jahr gewann er seinen ersten Titel. Nach der Vizemeisterschaft 2010 stieg er mit seiner Mannschaft am Ende der Saison 2010/11 in die Liga II ab.
Nach der Auflösung von Unirea im Sommer 2011 wechselte Rusescu zu Rekordmeister Steaua Bukarest. In der Spielzeit 2012/13 trug er 21 Tore zum Gewinn der Meisterschaft bei, was für ihn persönlich der Titel des Torschützenkönigs bedeutete. Zuvor war er Ende 2012 bereits zu Rumäniens Fußballer des Jahres gewählt worden. Sein erstes Auslandsengagement trat er zur Saison 2013/14 beim spanischen Verein FC Sevilla an. Dort kam er in der Hinrunde 2013/14 nur zu einem Einsatz und wurde im Januar 2014 an Sporting Braga nach Portugal ausgeliehen.
Kurz vor Ende der Transferperiode kehrte Rusescu auf Leihbasis zu Steaua Bukarest zurück.
Zur Saison 2015/16 wechselte er zum türkischen Erstligisten Osmanlıspor FK und unterschrieb bei diesem Klub einen Dreijahresvertrag.

### Nationalmannschaft
Im September 2012 wurde Rusescu von Nationaltrainer Victor Pițurcă erstmals in den Kreis der Nationalmannschaft berufen. Am 11. September 2012 kam er im WM-Qualifikationsspiel gegen Andorra zu seinem ersten Einsatz, als er in der 54. Minute für Ciprian Marica eingewechselt wurde. Trotz seiner Erfolge mit Steaua Bukarest nominierte ihn Pițurcă erst wieder im März 2013, wo er gegen Ungarn für 20 Minuten zum Einsatz kam.

## Erfolge/Titel
- Rumänischer Meister: 2008/09, 2012/13, 2014/15
- Torschützenkönig der Liga 1: 2013
- Rumänischer Fußballer des Jahres: 2012
- Rumänischer Ligapokal-Sieger: 2015